# Freira de Watton
A freira de Watton (c. 1140 — ?) foi a protagonista de um drama do Priorado de Watton em Yorkshire, gravurado por Elredo de Rievaulx em De Sanctimoniali de Wattun. Nesta história biográfica do século XII, a freira em questão foi admitida no mosteiro gilbertino de Watton, East Riding of Yorkshire, um dos mosteiros mais bem-sucedidos daqueles fundados por Gilberto de Sempringham. A menina foi internada com aproximadamente quatro anos de idade, a pedido do Henry, arcebispo de Iorque. Nada se sabe sobre sua família, no entanto, o fato de que Henry se interessou por ela, bem como sua estatura como freira em uma idade precoce (ao contrário de uma irmã leiga) sugere que ela não pertencia aos escalões mais baixos da sociedade. Durante este período de tempo, a política dos gilbertinos a respeito de aceitar crianças na ordem religiosa era menos rigorosa do que em muitas ordens religiosas contemporâneas, incluindo os próprios gilbertinos como uma data posterior.
O próprio Elredo era cisterciense, e sua ordem teve um interesse paternalista nos recém-fundados mosteiros gilbertinos depois de se recusar a assimilar com eles porque os gilbertinos permitiam mulheres em suas casas. O priorado gilbertino de Watton era um mosteiro duplo com membros masculinos e femininos, e foi a única casa desse tipo na diocese de Iorque no século XII.

## Biografia
Segundo Elredo, (1110 – 1167) a jovem adotada no mosteiro tornou-se uma jovem rebelde, que demonstrava pouco interesse em uma vida de celibato. Ela logo conheceu um irmão leigo da comunidade masculina anexa, encontrando-o quando alguns dos irmãos "a quem foi confiado o cuidado de assuntos externos" entraram no convento para fazer algum trabalho. Um desses irmãos, descrito por Elredo como "mais bonito do que os outros em feições e mais próspero em idade", captou sua atração e, após uma série de trocas discretas, eles combinaram de se encontrar à noite "ao som de uma pedra "que o irmão prometeu jogar no telhado ou na parede do prédio onde ela estava esperando.
Depois de duas tentativas malsucedidas, os dois finalmente conseguiram se encontrar. De acordo com Elredo, "ela saiu virgem de Cristo e logo voltou como adúltera", indicando claramente que seu relacionamento furtivo havia sido consumado após seu encontro. Os amantes continuaram a se encontrar secretamente, até que por fim as outras freiras começaram a suspeitar do barulho repetido das pedras atiradas pelo homem. As irmãs mais velhas desafiaram a jovem freira, que confessou seus pecados. 
Elredo então descreve a fúria das freiras que agarraram e espancaram a jovem como punição por seu crime. Eles rasgaram o véu de sua cabeça e foram impedidos apenas pelas irmãs mais velhas de queimar, esfolar e marcar a jovem freira. Ela foi então acorrentada por grilhões em cada perna, colocada em uma cela e alimentada apenas com pão e água. Ela foi salva de punições mais severas simplesmente pelo fato de que agora estava grávida, e talvez devido ao aparente remorso por suas ações.
O culpado fugiu de Watton na esperança de retornar à vida secular, no entanto, seu paradeiro subsequente foi revelado pela freira. Ele foi então rastreado por vários irmãos de Watton, que o capturaram fazendo com que um irmão se passasse pelo amante do culpado e o atraísse, enquanto os outros irmãos esperavam para atacar.
Depois que o jovem foi capturado, as freiras, cheias de zelo religioso e com o desejo de vingar sua virgindade ferida, engajaram-se em um ataque brutal ao irmão ofensor. Ele foi levado por eles, jogado no chão e segurado enquanto seu amante estava por perto. Ela recebeu um instrumento, provavelmente uma faca de algum tipo, e ela foi forçada a castrá-lo. Nesse ponto, uma das irmãs mais velhas agarrou a genitália recém-cortada e a enfiou na boca da freira desgraçada.
Após a castração, o jovem foi devolvido aos irmãos, e a freira foi colocada de volta em sua prisão. Henry Murdac, arcebispo de Iorque, que a trouxera ao priorado, apareceu então para a freira em seu sono, instruindo-a a confessar seus pecados e recitar salmos. Ele voltou para ela novamente na noite seguinte, quando a freira estava para dar à luz. Ele estava acompanhado por duas mulheres celestiais, que levaram embora o bebê e limparam o corpo da jovem freira do pecado e da gravidez. Isso fez com que suas correntes e grilhões caíssem.
Na manhã seguinte, seus cuidadores a acharam saudável, infantil e claramente não grávida. Após uma inspeção completa de sua cela, eles não encontraram nenhuma evidência de nascimento. Além disso, as correntes e grilhões que a seguravam haviam caído. . Depois que Gilberto foi informado desses eventos miraculosos, ele consultou Elredo antes de prosseguir. Elredo investigou e declarou o evento como um milagre depois de decidir que ela não poderia ter sido libertada "nem por outros nem por ela mesma sem a força de Deus" e, portanto, seria um sacrilégio prendê-la novamente. Elredo aceitou plenamente a autenticidade dos eventos que descreveu e considerou o nascimento milagroso da criança e a libertação da freira de seus grilhões mais importantes do que os atos precedentes de adultério e punição. No entanto, ele também criticava intensamente as irmãs da freira e o próprio Gilberto de Sempringham por sua falta de cuidado pastoral.

## Características
O milagre descrito nesta história apresenta um método social e religiosamente aceitável para se livrar de uma criança indesejada, além de fornecer um precedente para a reconciliação em comunidades religiosas depois que uma de suas normas mais preciosas foi quebrada. Embora na época a morte e outras punições fossem reconhecidas como penas justas para adultério e fornicação, cronistas modernos, como John Boswell e Sarah Salih, se concentraram no grau de brutalidade que essas freiras perpetraram sob sua infeliz acusação e seu infeliz amante. The Kindness of Strangers (1989), de Boswell, forneceu uma tradução para o inglês moderno do relato original de Elredo, e Elredo da mesma forma professou ambivalência sobre a propriedade do comportamento das freiras em relação a seu pupilo e seu amante, e a aparente ausência de cuidado pastoral disponível para os jovens infelizes mulher no centro deste caso. A história dos gilbertinos de Brian Golding coloca o incidente em seu contexto histórico.
Foi sugerido que a característica mais notável da punição em Watton não era a surra ou as prisões, mas a execução de castração pela própria mulher e a subsequente inserção em sua boca da genitália decepada. A interpretação freudiana da história da freira de Watton descreve o evento da castração como um sinal do desejo reprimido das freiras de se identificarem com o culpado e, em particular, uma expressão de seu desejo de possuir o que todas secretamente desejavam. Ele chamou as "ações sádicas e erótico-anais" das freiras de serem o resultado da culpa gerada por suas tentações inconscientes.
Uma interpretação mais conservadora das punições descreve as reações das freiras e cônegos como sendo alimentadas por um desejo apaixonado de defender a honra de Cristo e seu mosteiro. Esse desejo comum surgiu do medo de que o pecado de um de seus membros fosse associado a todo o mosteiro, e todos sofressem como resultado.